# Palabras (canción)
«Palabras» es una canción de la cantautora española Amaia Montero, sirvió como adelanto de su álbum Si Dios quiere yo también, grabado en Londres, lanzado al mercado digital el 15 de septiembre y el 16 de septiembre en la versión física, bajo del sello discográfico de Sony Music.
El primer sencillo fue «Palabras», que la propia cantante compartió una versión acústica el 30 de diciembre de 2013 en su Twitter, con lo cual fue estrenado el lunes 2 de junio en el programa Cadena Dial.
Se trata de uno de los temas que conforman el nuevo trabajo de la donostiarra. El single logró gran popularidad en España[cita requerida] y en menor medida en Latinoamérica. El día de su debut "Palabras" se posicionó entre las diez canciones más vendidas de España.

## Posiciones en España
| Posición | 10 | 24 | 41 | 18 | 34 | 43 | 34 | 39 | 25 | 35 | 39 | 43 | - |

| Posición | 31 | 23 | 14 | 21 | 18 | 14 | 11 | 12 | 19 | 20 | 20 | 22 | 38 | 45 | 41 | 31 | 22 | 17 | 24 | 19 | 50 | - |

| Posición | 96 | 91 | 46 | 46 | 65 | 71 | - |

## Posiciones en Chile
| Posición | 74 | 82 | 82 | 96 | - |

## Posiciones en iTunes
| País          | Posición |
| ------------- | -------- |
| Top España    | 1        |
| Top Chile     | 9        |
| Top México    | 37       |
| Top Argentina | 42       |

- Datos: Q25411721